# Phanthep Juymanee
Phanthep Juymanee (* 20. März 1992) ist ein thailändischer Fußballspieler.

## Karriere
Phanthep Juymanee stand bis Ende 2014 bei Songkhla United unter Vertrag. Wo er vorher gespielt hat, ist unbekannt. Der Verein aus Songkhla spielte in der ersten Liga des Landes, der Thai Premier League. Von 2013 bis 2014 bestritt er für Songkhla 13 Spiele in der ersten Liga. Ende 2014 musste er mit dem Verein in die zweite Liga absteigen.
Seit 1. Januar 2015 ist Phanthep Juymanee vertrags- und vereinslos.